# Gilles Lipovetsky
 (avril 2021).
 (avril 2021).
Gilles Lipovetsky, né le 24 septembre 1944 à Millau (Aveyron), est un essayiste et professeur de français. Il est professeur agrégé de philosophie, membre du Conseil d'analyse de la société et consultant de l'Association progrès du management. 
Son nom reste associé à la pensée postmoderniste, de même qu'aux notions d'hypermodernité et d'hyperindividualisme.

## Biographie
Gilles Lipovetsky est élève au lycée Michelet dans les années 1960. Il suit des études de philosophie à l'université de la Sorbonne à Paris, où il obtient sa maitrise en 1967.  
À l'université, il adhère au groupe Socialisme ou barbarie de Cornelius Castoriadis, jusqu'à ce qu'un autre professeur, Claude Lefort, lui fasse découvrir Tocqueville.
Par la suite, lauréat de l'agrégation de philosophie en 1970, il enseigne à Orange de 1969 à 1971, puis dans l'académie de Grenoble de 1971 à 1978, au lycée de Vizille et à partir de 1978 au lycée Emmanuel-Mounier à Grenoble.

### Distinctions[réf.nécessaire]
- Chevalier de la Légion d'honneur
- Docteur honoris causa de l'université de Sherbrooke (Québec, Canada)
- Docteur honoris causa de la nouvelle université bulgare (Sofia)
- Docteur honoris causa de l'université d'Aveiro (Portugal)
- Docteur honoris causa de l'université de Vera Cruz (Mexique)
- Docteur honoris causa de l'université autonome des Caraïbes (Barranquilla, Colombie)
- Docteur Honoris causa de l'université Catholique du Rio Grande do Sul (Brésil)

## Principaux axes de sa pensée
Dans l'un de ses principaux ouvrages, L'Ère du vide (1983), Lipovetsky analyse une société « post-moderne » marquée, selon lui, par un désinvestissement de la sphère publique, de même qu'une perte de sens des grandes institutions collectives (sociales et politiques), et une culture « ouverte » à base de régulation des rapports humains (tolérance, hédonisme, personnalisation des processus de socialisation, éducation permissive, libération sexuelle, humour). Cette vision de la société met en avant un néo-individualisme de type narcissique et, plus exactement, ce que Lipovetsky appelle la « seconde révolution individualiste ».
Par la suite, dans ses derniers essais, Lipovetsky remet en cause le concept de post-modernité considéré comme ambigu et même inadéquat. En réalité, c'est une hyper-modernité, une « modernité superlative » et effrénée qui caractérise, à ses yeux, le nouveau moment historique des sociétés libérales. Toutes les anciennes entraves à la modernisation sont tombées et il n'existe plus de système alternatif crédible et légitime à la modernité démocratique et marchande : c'est le temps de la modernité achevée, sans contrainte, dérèglementée et globalisée. Cette seconde révolution moderne est celle qui, réconciliée avec ses principes de base (la technoscience, la démocratie, les droits de l'homme, le marché) est emportée par un processus hyperbolique de modernisation de la modernité elle-même. Ce qui signifie toujours plus de concurrence, toujours plus de compétition, de marchandisation, de mobilité et de flexibilité.
L'hypermodernité se présente ainsi sous le signe de l'excès, d'une montée aux extrêmes dans les sphères les plus diverses de la vie sociale et économique, médiatique, artistique et sportive (dopage). Même la vie individuelle n'y échappe pas comme en témoignent la boulimie, les « anarchies » alimentaires et addictions en tout genre.
Pour Lipovetsky, la "seconde révolution individualiste" s'exprime dans les mœurs, dans la mode, mais aussi dans la sphère éthique, marquée par l'effondrement de ce qu'il appelle les idéaux sacrificiels et la montée d'une éthique indolore et circonstancielle, plurielle et émotionnelle. Lipovetsky refuse d'assimiler cette individualisation à une « fin de la morale » et à la déchéance de toutes les valeurs. Il souligne la persistance d'un tronc commun de valeurs partagées, l'essor du bénévolat et de la vie associative, les exigences écologiques, les actions humanitaires ou les demandes de lutte contre la corruption. Les réactions d'indignation morale ne se sont pas éteintes. Si la société hypermoderne crée ce que Lipovetsky appelle un « individualisme irresponsable », elle propulse par le même mouvement un « individualisme responsable ». En suivant cette perspective, il faut, selon lui, renoncer à identifier purement et simplement individualisme et égoïsme.

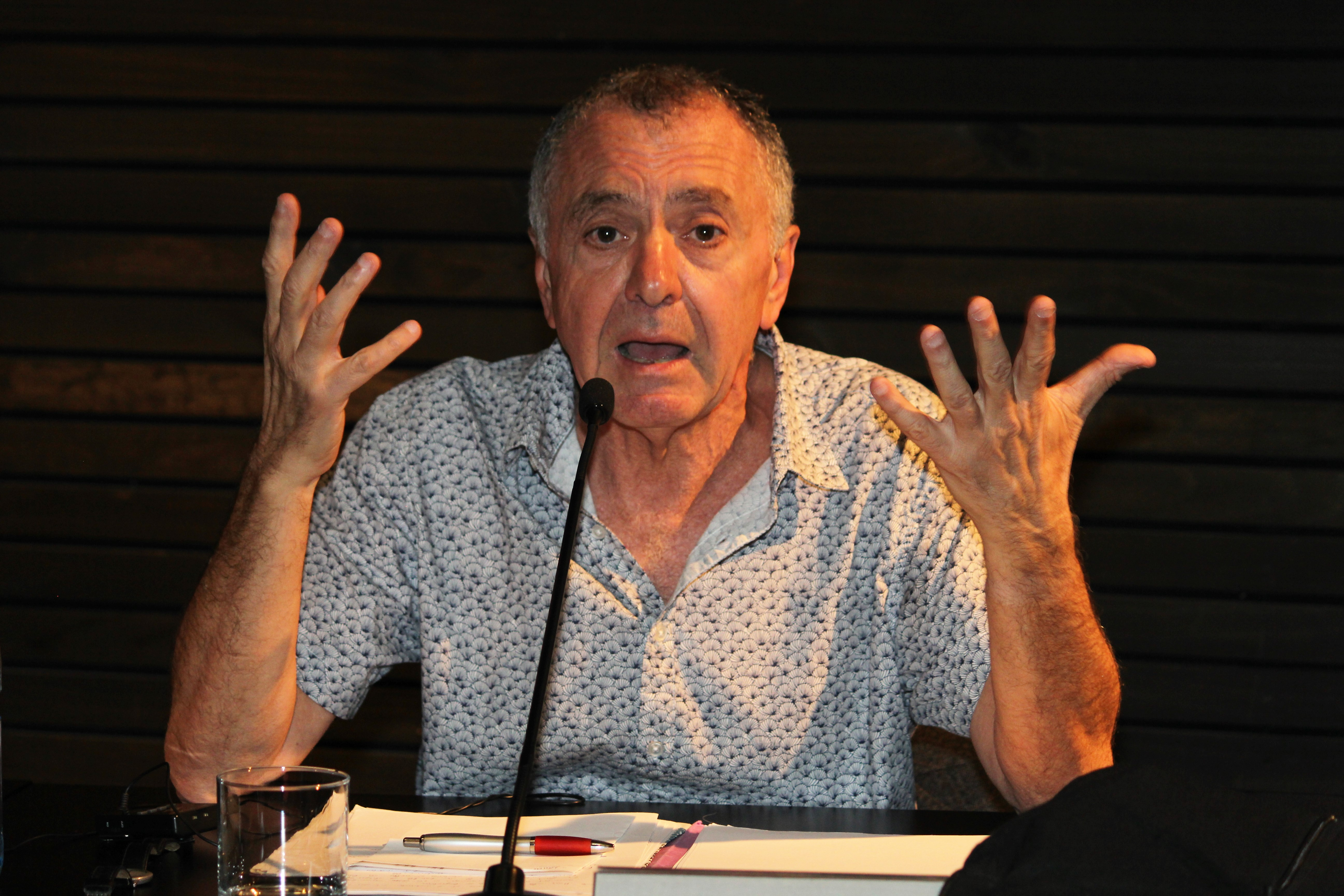
Gilles Lipovetsky donne une conférence à l'université Diego Portales, en 2018.

La condition féminine participerait de plain-pied à cette révolution globale. Pour la première fois dans l'histoire, la place du féminin ne serait plus, d'après le diagnostic de Lipovetsky, préordonnée et dirigée de bout en bout par l'ordre collectif. À l'âge hypermoderne, c'est un principe d'indétermination et de souveraineté de soi qui commande l'existence féminine. Mais cette formidable avancée individualiste-démocratique ne signifie nullement interchangeabilité des rôles de sexe, les femmes restant associées à des rôles familiaux et esthétiques hérités de l'histoire. Ce que Lipovetsky appelle la « troisième femme » met en commun la révolution de l'autonomie individualiste et la persistance de l'héritage historique, la dynamique de l'égalité et la reconduction de la dissymétrie sociale masculin-féminin.
Au cœur de l'hypermodernité, Lipovetsky analyse les métamorphoses du capitalisme de consommation, dénommé dans son ultime phase, « société d'hyperconsommation » et se caractérisant par la colonisation de plus en plus manifeste de la vie quotidienne par les marques et l'échange payant. Dans cet âge hypermarchand s'impose un néo-consommateur émancipé des anciennes régulations de classe, de plus en plus imprévisible, décoordonné, mobile dans ses goûts et ses achats : un hyperconsommateur moins obsédé de standing que de changements permanents et d'expériences émotionnelles, de qualité de vie, de santé et de communication virtuelle. Même le luxe et la mode n'échappent pas à la montée de ce « turbo-consommateur » qui construit à la carte ses manières de vivre, qui est obsédé de marques, mais en même temps veut du gratuit, aspire au luxe et achète à bas prix.
Pour Lipovetsky, cette société d'hyperconsommation est celle du « bonheur paradoxal » car le plus grand nombre se déclare plutôt heureux alors qu'il n'y a jamais eu autant de dépressions, de mal de vivre, d'inquiétudes, d'anxiétés. La société d'hyperconsommation multiplie les jouissances privées mais se montre incapable de faire progresser la joie de vivre.
Explorant les différentes faces de l'hypermodernité, Lipovetsky analyse également avec Jean Serroy le devenir de la culture à travers le nouveau rôle multifonctionnel des écrans dans notre monde. À cet égard, le phénomène est saisissant : c'est le temps de la prolifération des écrans (cinéma, TV, micro-ordinateur, téléphone portable, GPS, jeux vidéo, caméras de surveillance). Devenue écranique, l'hypermodernité pouvait laisser envisager une mort imminente du cinéma qui en a été la première incarnation. Pourtant, cette hypothèse s'est révélée fausse, l'époque du tout-écran enregistrant la plus grande mutation jamais connue du cinéma. D'un côté avec les effets spéciaux, les techniques de numérisation, l'explosion des coûts de production et de marketing, les nouvelles esthétiques de l'image et de la réalisation, le cinéma se métamorphose en hypercinéma. D'un autre côté, il est devenu producteur d'un monde, d'une vision du monde, d'une cinévision. L'âge hypermoderne est celui où tous les écrans sont reprofilés par la logique même de l'hypercinéma, c'est-à-dire la starification, l'hyperspectacularisation, le divertissement de masse. Désormais le cinéma est partout, y compris là où il n'est pas, dans la mode, le luxe, le sport, la téléréalité, la publicité, l'architecture, les looks, les arts visuels. Dans ce contexte, chacun tend à devenir objet à filmer et sujet qui filme. L'hyperconsommateur devient un acteur se complaisant dans une ciné-attitude généralisée.
Ici comme dans ses autres livres, Gilles Lipovetsky pointe les dangers de l'hyperindividualisme, de l'hypermodernité marchande et culturelle mais sans sombrer dans le catastrophisme et le pessimisme radical. Le monde de l'hyperconsommation, de la « mode totale », de l'« écran global », de l'« individualisme extrême » est bien « le pire des scénarios, à l'exception de tous les autres ».

## Publications
- L'Ère du vide : essais sur l'individualisme contemporain, Paris, Editions Gallimard, 1983 ; rééd. 1989, coll. « NRF Essais », 256 p.  (ISBN 2-0707-1799-2 et 978-2-0707-1799-6), poche, coll. « Folio essais » n° 121, 320 p.  (ISBN 978-2-0703-2513-9)
- L’Empire de l'éphémère : la mode et son destin dans les sociétés modernes, Paris, Gallimard, 1987, 345 p. (présentation en ligne) ; rééd. 1991, poche, coll. « Folio essais » n° 170, 352 p.  (ISBN 978-2-0703-2642-6)
- Le Crépuscule du devoir : l'éthique indolore des nouveaux temps démocratiques, Paris, Gallimard, 1992, coll. « NRF Essais », 300 p.  (ISBN 2-0707-2821-8 et 978-2-0707-2821-3) ; rééd. 2000, poche, coll. « Folio essais » n° 361, 368 p.  (ISBN 978-2-0704-1187-0)
- La Troisième femme : permanence et révolution du féminin, Paris, Gallimard, 1997, 336 p.  (ISBN 2-0707-5031-0 et 978-2-0707-5031-3) ; rééd. 2006, poche, coll. « Folio essais » n° 472, 400 p.  (ISBN 2-0703-3675-1 et 978-2-0703-3675-3)
- Métamorphoses de la culture libérale : éthique, médias, entreprise, Montréal, Éditions Liber, 2002, 113 p.  (ISBN 2-8957-8009-9)
- Le Luxe éternel : de l'âge du sacré au temps des marques, Paris, Gallimard, 2003 (avec Elyette Roux), coll. « Le Débat », 208 p.  (ISBN 978-2-0707-1053-9)
- Les Temps hypermodernes (avec Sébastien Charles), Paris, Grasset, 2004, coll. « Nouveau collège de philosophie », 186 p.  (ISBN 978-2-2466-5831-3) ; rééd. poche, Hachette, coll. « Le livre de poche », 2010, 125 p.  (ISBN 978-2-253-08381-8)
- Le Bonheur paradoxal : essai sur la société d'hyperconsommation, Paris, Gallimard, 2006, coll. « NRF Essais », 384 p.  (ISBN 978-2-0707-7737-2) ; rééd. 2009, poche, coll. « Folio essais » n° 512, 496 p.  (ISBN 978-2-0703-7988-0)
- La Société de déception, Éditions Textuel, 2006, coll. « Conversations pour demain », 110 p.  (ISBN 2-8459-7195-8 et 978-2-8459-7195-0)
- L’Écran global : culture-médias et cinéma à l'âge hypermoderne, Paris, éditions du Seuil, 2007 (avec Jean Serroy), 365 p. ; rééd. 2011, 384 p.  (ISBN 978-2-7578-2294-4)
- La Culture-monde : réponse à une société désorientée, Paris, Odile Jacob, 2008 (avec Jean Serroy), coll. « Penser la société », 222 p.  (ISBN 2-7381-2162-4 et 978-2-7381-2162-2)
- L’Occident mondialisé : controverse sur la culture planétaire, Paris, Grasset, 2010 (avec Hervé Juvin), 336 p.  (ISBN 978-2-2467-7021-3)
- L’Esthétisation du monde : vivre à l'âge du capitalisme artiste, Paris, Gallimard, 2013 (avec Jean Serroy), coll. « Hors série Connaissance », 496 p.  (ISBN 978-2-0701-4079-4)
- De la légèreté, Paris, Grasset, 2015, 372 p.  (ISBN 978-2-246-80660-8)
- Plaire et toucher. Essai sur la société de séduction, Gallimard, 2017, 480 p.  (ISBN 978-2072749902). Prix Montyon de l'Académie Française (2018)
- Le Sacre de l'authenticité, Gallimard, 2021, 423 p.  (ISBN 978-2-07-295870-0)
- Le nouvel âge du kitsch: Essai sur la civilisation du "trop", Gallimard, 2023 (avec Jean Serroy), 464 p.  (ISBN 2073026834)